# 增田甲子七
增田甲子七（日文：／ Masuda Kaneshichi，1898年10月4日—1985年12月21日），昭和時期的政治人物。
京都帝大法律系畢業，曾任律師。
後從政，與吉田茂親近。曾擔任防衛廳長官、運輸大臣、勞動大臣、内閣官房長官、自由黨幹事長等職。
1985年12月21日凌晨兩點四十分，自家失火，為了找尋失蹤的夫人而被燒死，享壽87岁。